# Siete mesas de billar francés
Siete mesas de billar francés és una pel·lícula espanyola del 2007 dirigida per Gracia Querejeta.

## Argument
Ángela (Maribel Verdú) i el seu fill Guilli (Víctor Valdivia) arriben a un hospital de Madrid on estava internat el pare d'ella a causa d'una sobtada malaltia, i aquí s'assabenten que havia mort sense més remei. Allí es troben amb Charo (Blanca Portillo), amant del difunt, que dona a conèixer el negoci de Leo, que no és gens rendible. Té una sala de jocs amb 7 taules de billar francès. En tornar, Ángela s'assabenta, per part d'un amic i company de treball del seu marit (José Luis García Pérez), que ell havia desaparegut i que portava doble vida i, per a mantenir a la seva segona família, es dedicava a la corrupció dins de la comissaria de policia on treballava. Ángela decideix tornar a la gran ciutat i reobrir el negoci del seu pare.

## Repartiment
- Raúl Arévalo - Fele
- Ramón Barea - Jacinto
- Amparo Baró - Emilia
- Jesús Castejón - Antonio
- Blanca Portillo - Charo
- Víctor Valdivia - Guille
- Maribel Verdú - Ángela

## Premis
Festival de Sant Sebastià 2007
| Categoria                             | Persona         | Resultat   |
| ------------------------------------- | --------------- | ---------- |
| Conquilla de Plata a la millor actriu | Blanca Portillo | Guanyadora |
XXII Premis Goya
| Categoria                    | Persona                                         | Resultat   |
| ---------------------------- | ----------------------------------------------- | ---------- |
| Millor pel·lícula            | Millor pel·lícula                               | Nominada   |
| Millor directora             | Gracia Querejeta                                | Nominada   |
| Millor actriu protagonista   | Maribel Verdú                                   | Guanyadora |
| Millor actriu protagonista   | Blanca Portillo                                 | Nominada   |
| Millor actriu de repartiment | Amparo Baró                                     | Guanyadora |
| Millor actor de repartiment  | Raúl Arévalo                                    | Nominat    |
| Millor guió original         | Gracia Querejeta David Planell                  | Nominats   |
| Millor fotografia            | Ángel Iguácel                                   | Nominat    |
| Millor muntatge              | Nacho Ruiz Capillas                             | Nominat    |
| Millor so                    | Iván Marín José Antonio Bermúdez Leopoldo Aledo | Nominats   |
Medalles del Cercle d'Escriptors Cinematogràfics
| Categoria                | Persona                          | Resultat   |
| ------------------------ | -------------------------------- | ---------- |
| Millor pel·lícula        | Millor pel·lícula                | Guanyadora |
| Millor actriu            | Maribel Verdú                    | Guanyadora |
| Millor director          | Gracia Querejeta                 | Nominada   |
| Millor actriu            | Blanca Portillo                  | Nominada   |
| Millor actor secundari   | Raúl Arévalo                     | Nominat    |
| Millor actor secundari   | Jesús Castejón                   | Nominat    |
| Millor actriu secundària | Amparo Baró                      | Nominada   |
| Millor guió original     | David Planell i Gracia Querejeta | Nominats   |
| Millor muntatge          | Nacho Ruiz Capillas              | Nominat    |
52a edició dels Premis Sant Jordi de Cinematografia
| Categoria                             | Persona       | Resultat   |
| ------------------------------------- | ------------- | ---------- |
| Millor actriu en pel·lícula espanyola | Maribel Verdú | Guanyadora |